# Instant Crush
Singles de Daft Punk
Doin' It Right
(2013) Give Life Back to Music
(2013)
Singles par Julian Casablancas
I Wish It Was Christmas Today
(2009)
Instant Crush est une chanson du groupe français Daft Punk en collaboration avec le chanteur Julian Casablancas. C'est le cinquième single extrait de l'album Random Access Memories ; il s'est classé 58e sur la liste des 100 meilleures chansons de 2013 par le magazine américain Rolling Stone.

## Production

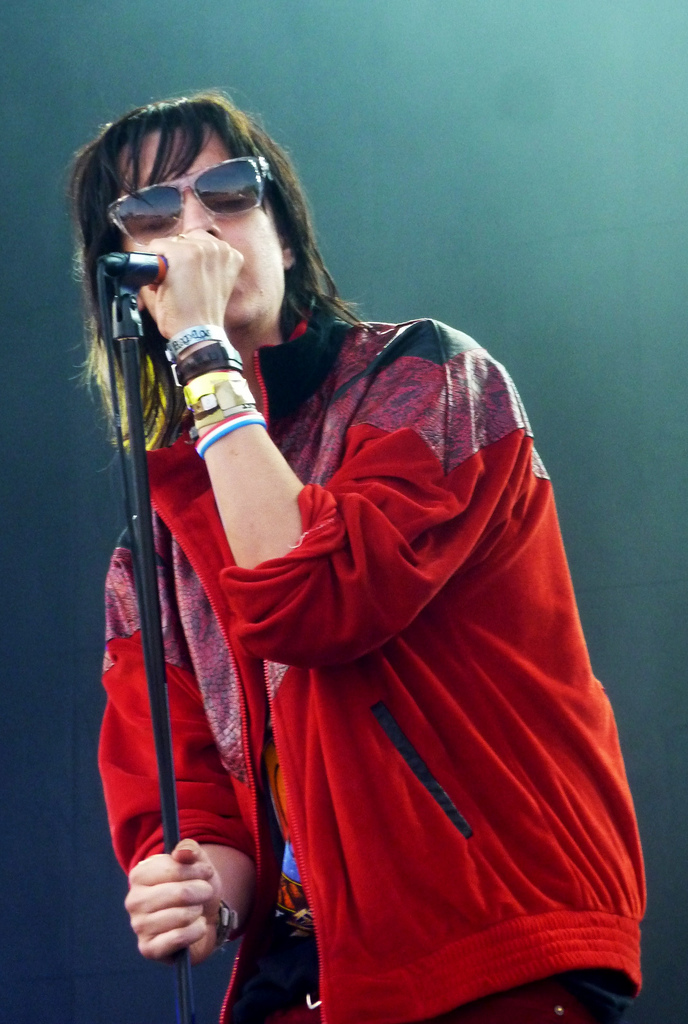
Julian Casablancas, qui collabore avec Daft Punk sur ce single.

En 2010, alors qu'ils travaillent sur la bande originale de Tron : L'Héritage, Thomas Bangalter et Guy-Manuel de Homem-Christo rencontrent Julian Casablancas en studio par l'intermédiaire d'un ami commun, Warren Fu. Les membres de Daft Punk, fans des Strokes (le groupe de Casablancas), lui proposent alors la démo instrumentale d'un titre de leur futur album,. Casablancas répond favorablement à la démo en l'écoutant et accepte ensuite de fournir un accompagnement vocal, formant la base de ce qui allait devenir Instant Crush.
Concernant les paroles, Casablancas a rappelé que Daft Punk l'avait approché avec "toute l'histoire" de ce que le duo voulait réaliser. À un moment donné, il s'est demandé si la chanson devait s'appeler "Summer Crush", en fonction de la façon dont Daft Punk avait décrit l'idée. Le concept impliquait de réfléchir au souvenir d'enfance d'une rencontre avec une fille, mais d'avoir raté l'occasion d'être avec elle. Casablancas a initialement basé ses paroles sur cette histoire en conjonction avec l'écriture fournie par Paul Williams, mais a estimé que le résultat était "plat". Il a ensuite abandonné les lignes au profit de celles qu'il a chantées spontanément pour s'adapter à la structure de Instant Crush, et a exprimé que cela transmettait mieux le concept de Daft Punk.
La chanson telle qu'elle apparaît sur l'album a été coproduite et chantée par Casablancas, qui a également joué de la guitare solo. Daft Punk a joué de la guitare supplémentaire sur "Instant Crush" ainsi que des claviers et des synthétiseurs. Nathan East jouait de la guitare basse tandis que John « JR » Robinson jouait de la batterie et Quinn fournissait les percussions. Le critique John Balfe a considéré la performance de Casablancas comme "à juste titre Strokes-ish, même si sa voix traînante est alimentée en grande partie par un vocodeur". De Homem-Christo a noté : "Il est vrai que ce n'est pas son registre habituel, c'est la façon dont Julian a réagi à la piste, donc pour nous, c'est encore plus excitant".

## Clip vidéo
Le clip est réalisé par Warren Fu, coréalisateur de celui de Lose Yourself to Dance et designer de la pochette de l'album. La vidéo est présentée le 5 décembre 2013 en exclusivité mondiale sur la chaine d'information française BFM TV.
La vidéo raconte l'histoire d'amour entre deux mannequins de cire exposés dans une salle d'exposition : un soldat français qui ressemble à Julian Casablancas et une jeune paysanne exposée en face de lui. La vidéo est entrecoupée de plans de Casablancas chantant depuis une scène circulaire à plusieurs niveaux, qui est visuellement similaire à la scène présentée dans le clip de la chanson Around the World. La statue du soldat a une vision de lui-même et de la paysanne se tenant ensemble au centre de la salle. Après avoir passé des années dans le hall, différents modèles ont commencé à remplacer les anciens modèles ; les employés du musée sont montrés en train de changer un modèle de combinaison de plongée pour un modèle d'astronaute. Finalement, la figure masculine est retirée de la vue de la figure féminine, et stockée au sous-sol. Les années passent alors que le soldat se tient seul dans sa boîte, regardant le soleil passer à travers une fenêtre, éclairant des œuvres d'art archivées représentant des couples s'embrassant. Plus tard, un incendie se déclare dans le sous-sol à cause d'un fusible défectueux, enflammant des chiffons de nettoyage laissés au sol. Alors que le feu se propage, le soldat a de nouveau des visions de lui et de la statue féminine tandis qu'une de ses jambes commence à fondre, le faisant tomber au sol. L'incendie provoque l'effondrement de certaines étagères à proximité, révélant que la figure de la paysanne a également été remisée ; elle tombe également au sol, à côté du soldat. Là, ils s'allongent l'un à côté de l'autre tandis que la chaleur fait fondre leurs mains, devenant finalement une flaque de cire et de vêtements fondus, fusionnant en un seul. Une étagère contenant les casques de robots des Daft Punk est brièvement montrée dans la vidéo.

## Classement hebdomadaire
En France, la chanson est située en troisième position du classement contrairement au titre « Get Lucky » qui lui est sixième à cette période.
| Classement (2013-2014)                      | Meilleure position |
| ------------------------------------------- | ------------------ |
| France (SNEP)                               | 3                  |
| Suède (Sverigetopplistan)                   | 37                 |
| Royaume-Uni (UK Singles Chart)              | 198                |
| États-Unis (Bubbling Under Hot 100 Singles) | 16                 |